# Кизер, Ллойд
Ллойд Уэлдон «Забияка» Кизер (англ. Lloyd Weldon «Butch» Keaser; род. 9 февраля 1950, Памфри, Мэриленд, США — американский борец вольного стиля, серебряный призёр Олимпийских игр, чемпион мира, обладатель Кубка мира, победитель Панамериканских игр. Первый афроамериканец, сумевший завоевать звание чемпиона мира по борьбе и медаль на Олимпийских играх.

## Биография
Ллойд Кизер занялся борьбой в 1964 году в команде школы Brooklyn Park High, куда он поступил для продолжения обучения. За время обучения победил на пяти окружных турнирах. В 1968 году, окончив школу, поступил в Военно-морскую академию США, которую окончил в 1974 году со степенью бакалавра в области машиностроения.
В 1972 году был запасным Дэна Гейбла на Олимпийских играх. В 1973 году стал чемпионом США и в том же году завоевал звание чемпиона мира и стал обладателем Кубка мира. В 1974 году победил на Всемирных играх среди военных. В 1975 году победил на Панамериканских играх и стал чемпионом США по греко-римской борьбе. В 1976 году второй раз стал чемпионом страны по вольной борьбе.
В 1976 году на Олимпийских играх выступал в соревнованиях по вольной борьбе в лёгком весе, и сумел завоевать серебряную медаль Олимпийских игр, победив всех, но безоговорочно уступив Павлу Пинигину. Безоговорочное поражение иногда объясняют тем (и с этим соглашается сам Кизер), что американские тренеры ошиблись в подсчёте штрафных баллов, и полагали, что в этой финальной встрече Кизеру можно было проигрывать с любым счётом, исключая чистое поражение, и он всё равно оставался с золотой медалью. В связи с этим Кизер не прилагал больших усилий в финальной встрече, и даже разгромно проиграв 12—1, в течение 45 минут после окончания встречи пребывал в уверенности, что он стал олимпийским чемпионом.
См. таблицу турнира.
После игр 1976 года оставил большой спорт.
С 1972 по 1977 год служил тренером в школе кандидатов в офицеры морской пехоты США, командиром взвода, тренером в Военно-морской академии, вышел в отставку в звании капитана. Затем получил степень MBA в Университете Балтимора, с 1977 по 2011 год работал в IBM, а на настоящий момент тренирует в одной из школ округа Хауард, Мэрилэнд.
Член Зала славы борьбы США, а также ещё четырёх Залов славы: Военно-морского флота, Brooklyn Park HS; Ann Arundel Co и штата Мэриленд. В Памфри открыт общественный центр, носящий имя борца.